# Bettina Vollath

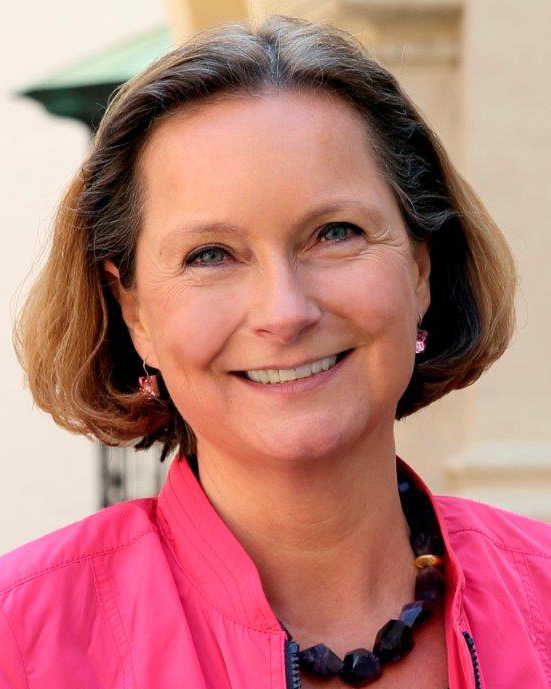
Fotografia Bettina Vollath

Bettina Vollath (nascida em 29 de outubro de 1962) é uma política austríaca que foi eleita membro do Parlamento Europeu em 2019. Desde então, ela tem servido no Comité de Liberdades Civis, Justiça e Assuntos Internos.